# Slabost
Slabost ali navzea je občutek siljenja na bruhanje.

## Etiologija
Slabost in bruhanje sta posledica vzdraženosti centra za bruhanje, ki ga povzročajo aferentni dražljaji, med njimi zlasti povečana aktivnost parasimpatičnega živčevja.

## Vzroki
Slabost lahko povzročijo številni dejavniki; lahko gre za fiziološki homeostatski odgovor na zaužite eksogene toksine, lahko pa je vzrok na primer bolezen prebavil, bližnjih organov ali osrednjega živčevja. Slabost lahko povzročijo tudi sistemske okužbe, izpostavljenost sevanju, nosečnost, zdravila, diabetična ketoacidoza in rak. Slabost in bruhanje sta lahko tudi psihogenega izvora, na primer kot čustveni odziv na neprijeten vonj ali okus ali pri določenih psihiatričnih stanjih, na primer tesnobnosti, depresiji, nervozni neješčnosti.
Najpogostejša vzroka akutne slabosti in bruhanja sta gastroenteritis in bakterijska zastrupitev s hrano, lahko pa ju povczročijo tudi na primer okužba zunaj prebavil, uporaba zdravil, operacija, vnetje trebušne slinavke, slepiča ali žolčnika, obstrukcija tankega črevesa, diabetična ketoacidoza, addisonska kriza, povišan intrakranialni tlak, hepatitis, zaužitje dražečih ali alergenih snovi. Kronično slabost in bruhanje pa lahko med drugim povzročajo zdravila, uživanje alkohola in mamil (marihuana, opiati), bolezni prebavil (gastroezofagealni refluks, dispepsija, gastropareza, peptična razjeda, Crohnova bolezen, herniacija), uremija, hiper- ali hipotiroidizem, hiperkalcemija, Addisonova bolezen, srčno popuščanje, okultni karcinom (na primer trebušne slinavke, pljuč, endokrinih žlez ali prebavil), nevrološke motnje (povišan intrakranialni tlak, migrena, motnje notranjega ušesa), psihiatrične bolezni (depresija, psihoza, tesnobnost).
Med zdravili, ki pogosto povzročajo slabost in bruhanje, so citostatiki (zdravila proti raku), nesteroidni antirevmatiki, antiaritmiki, digoksin, peroralni antidiabetiki, antibiotiki (zlasti eritromicin in baktrim), sulfasalazin, nikotinski obliži, narkotiki, antiparkinsoniki, antikonvulzivi, vitamini v visokih odmerkih.